# NGC 3562
NGC 3562 is een elliptisch sterrenstelsel in het sterrenbeeld Draak. Het hemelobject werd op 3 april 1785 ontdekt door de Duits-Britse astronoom William Herschel.

## Synoniemen
- UGC 6242
- MCG 12-11-11
- ZWG 334.13
- PGC 34134